# Auditoría General de la República
La Auditoría General de la República es un organismo de vigilancia de la gestión fiscal de Colombia, dotado de autonomía jurídica, administrativa, contractual y presupuestal, el cual está a cargo del Auditor General de la República de que trata el artículo 274 de la Constitución Política, por el cual se determina que «La vigilancia de la gestión fiscal de la Contraloría General de la República se ejercerá por un auditor elegido para períodos de dos años por el Consejo de Estado, de terna enviada por la Corte Suprema de Justicia. La ley determinará la manera de ejercer dicha vigilancia a nivel departamental, distrital y municipal.»
Corresponde a la Auditoría General de la República ejercer la vigilancia de la gestión fiscal de la Contraloría General de la República y de las contralorías departamentales, distritales y municipales. Su misión es coadyuvar a la transformación, depuración y modernización de los órganos instituidos para el control de la gestión fiscal, mediante la promoción de los principios, finalidades y cometidos de la función administrativa consagrados en la Constitución Política, el fomento de la cultura del autocontrol y el estímulo de la participación ciudadana en la lucha para erradicar la corrupción (artículo 3). La coadyuvancia en el control fiscal se entiende como la acción de colaborar, apoyar y acompañar a las contralorías, facilitando recursos y apoyo técnico, científico, académico o práctico que contribuya a los procesos de mejoramiento de las mismas.

## Funciones
La Auditoría General de la República tiene la función de evaluar a 65 contralorías del país encargadas de revisar los balances y gestión de las entidades públicas que ejecutan presupuestos de grandes rubros como la salud, la educación o la construcción de obras públicas, con el fin de prevenir el daño patrimonial, tal y como lo especifica el artículo 5 del Decreto 272 de 2000:
Es función de la Auditoría ejercer la vigilancia de la gestión fiscal de la Contraloría General de República y de las contralorías departamentales, distritales y municipales, conforme a los procedimientos, sistemas y principios establecidos en la Constitución. El Auditor General fijará las políticas, prescribirá los métodos y la forma de rendir cuentas y determinará los criterios que deberán aplicarse para la evaluación financiera, de gestión y de resultados, entre otros, de conformidad con lo que para el efecto dispone este Decreto.

## Historia
La figura de la Auditoría General de la República nació en la constituyente de 1991 por medio de la asignación de un auditor para la vigilancia de la gestión fiscal de la Contraloría General de la República. De esta forma, la Constitución Política se ocupó de garantizar la vigilancia de los órganos que ejercen control fiscal en el país facultando a una entidad especializada y autónoma para ello, con el fin de velar por la transparencia y eficacia del proceso.
Posteriormente, la Ley 106 de 1993 le dio por primera vez organización administrativa a la Auditoría y la adscribió al despacho del contralor general, acción que sería declarada inexequible en la Sentencia C-499 del 15 de septiembre de 1998, puesto que equivaldría una subordinación y dependencia de la Auditoría a la Contraloría que en este caso es el sujeto vigilado. Esta sentencia le devolvió la independencia a la entidad y por consiguiente la posibilidad de ejercer un control libre e imparcial de la función. Por lo anterior se dotó a la entidad de autonomía administrativa, presupuestal y jurídica.
En 1993 Alberto Yepes Mora inició la actividad de Auditor General en propiedad para realizar auditoría externa ante la CGR. Durante su administración se estableció una planta de personal calificado y se obtuvieron los recursos físicos para el funcionamiento de la entidad. En 1995 Alcira Hernández Maldonado se posesionó ante el Consejo de Estado como Auditora para un periodo de dos años, en el cual se destacó la ejecución del control fiscal efectuado a la CGR y al Fondo de Bienestar de esa entidad, mediante diferentes ejercicios de auditoría. En 1997 y 1998, de la mano de Hernán Alonso Mazo Giraldo, se organizó el nivel seccional de la Auditoría, se diseñaron sistemas de rendición y revisión de cuentas y se establecieron los procedimientos y sistemas administrativos.
En 1999 fue elegido Álvaro Guillermo Rendón López para asumir como Auditor y durante su gestión se promulgó el Decreto 272 de 2000, se amplió el ámbito de competencias a contralorías municipales, se crearon las gerencias seccionales y se lanzó el primer número de la Revista Sindéresis, publicación institucional de la entidad. César Augusto López Botero llega en 2001 para rediseñar y orientar procedimientos así como para unificar metodológicamente el proceso auditor. En este tiempo se conformó la Oficina de participación ciudadana y se realizaron diagnósticos estadísticos del control fiscal colombiano. En el año 2003 se posesiona Clara Eugenia López Obregón y trabaja para la implementación de un sistema de evaluación de entidades de autoría, el desarrollo de medios de difusión, la creación de una cooperación técnica universitaria y una cooperación internacional. En el año 2005 recibe el cargo Piedad Amparo Zúñiga Quintero quien se encarga de desarrollar un Sistema Integral de Auditoría y un sistema de información, quejas y participación ciudadana. Durante su gestión la Auditoría obtuvo un puesto permanente en calidad de invitado ante la OLACEFS (Organización Latinoamericana y del Caribe de Entidades Fiscalizadoras Superiores).
En 2007 Ana Cristina Sierra de Lombana es nombrada auditora y durante su periodo se encarga de implementar el Sistema Estándar de Control Interno - MECI- y las guías metodológicas para la realización de auditorías de impacto al SGP - salud, patrimonio cultural y medio ambiente-. Iván Darío Gómez Lee asume en el año 2009 y desarrolla el proyecto Contratación visible, el programa Auditores universitarios y la Academia virtual. En 2011 Jaime Raúl Ardila Barrera es elegido para asumir el cargo e implementa el programa Pedagogía, prevención y control social, continua con el legado de Auditores universitarios y contribuye a la promoción de procesos de reingeniería del control fiscal. En 2013 el Consejo de Estado elige a Laura Emilse Marulanda Tobón como Auditora General de la República quien bajo el lema 'Hacia la excelencia y la innovación en el control fiscal' y con el objetivo de fortalecer el control social a la gestión fiscal en el país, capacitando a la ciudadanía sobre las funciones propias de las contralorías y promoviendo la conformación de veedurías ciudadanas calificadas, muchas de las cuales ya han sido constituidas. Igualmente, impulsó la implementación de una metodología para establecer la valoración de costos ambientales en el país.
El 5 de agosto de 2015, se posesionó como Auditor General de la República el doctor Carlos Felipe Córdoba Larrarte, cuyo periodo al frente de la entidad se extendió hasta agosto de 2017. Córdoba Larrarte impulsó durante su administración la modernización del sistema de Control Fiscal, principalmente con el desarrollo de tecnologías de la información de las cuales destacan el Sistema Integral de Auditoría –SIA–, plataforma compuesta por diversas aplicaciones que permiten a los distintos clientes y usuarios de la Entidad acceder a los formatos de rendición de cuentas, atención al ciudadano, subir información sobre contratación y procesos misionales, entre otras opciones.
El 20 de septiembre de 2017, la Sala Plena del Consejo de Estado eligió al abogado vallecaucano Carlos Hernán Rodríguez Becerra como nuevo auditor General de la República, quien con la consigna 'Control fiscal para la paz' inició sus labores al frente del ente de control el 27 del mismo mes.
El 17 de octubre de 2019, la sala plena del Consejo de Estado eligió a Alma Carmenza Erazo Montenegro, administradora de empresas oriunda del Valle del Cauca, como Auditora General de la República con la particularidad de ser la primera en ocupar el cargo para un periodo de cuatro años, lo cual se determinó a partir de la promulgación del Acto Legislativo 04 de 2019 que reforma el régimen de control fiscal colombiano.

## Auditores generales
| Auditor                         | Periodo     |
| ------------------------------- | ----------- |
| María Anayme Barón Durán        | 2023 - 2026 |
| Alma Carmenza Erazo Montenegro  | 2019 - 2023 |
| Carlos Hernán Rodríguez Becerra | 2017 - 2019 |
| Carlos Felipe Córdoba Larrarte  | 2015 - 2017 |
| Laura Emilse Marulanda Tobón    | 2013 - 2015 |
| Jaime Raúl Ardila Barrera       | 2011 - 2013 |
| Iván Darío Gómez Lee            | 2009 - 2011 |
| Ana Cristina Sierra de Lombana  | 2007 - 2009 |
| Piedad Amparo Zúñiga Quintero   | 2005 - 2007 |
| Clara Eugenia López Obregón     | 2003 - 2005 |
| César Augusto López Botero      | 2001 - 2003 |
| Álvaro Guillermo Rendón López   | 1999 - 2001 |
| Hernán Alonso Mazo Giraldo      | 1997 - 1999 |
| Alcira Hernández Maldonado      | 1995 - 1997 |
| Alberto Yepes Mora              | 1993 - 1995 |

## Seccionales
La Auditoría General de la República ejerce sus funciones a través de un nivel central con sede en la ciudad de Bogotá y un nivel desconcentrado conformado por las siguientes gerencias seccionales:
- Seccional I - Medellín

Para las contralorías departamentales de Antioquia, San Andrés y Chocó; las municipales de Medellín, Envigado, Itagüí y Bello.
- Seccional II - Bogotá

Para las contralorías departamentales de Cundinamarca, Boyacá y Amazonas; las municipales de Soacha y Tunja.
- Seccional III - Cali

Para las contralorías departamentales de Valle, Cauca y Nariño; las municipales de Cali, Yumbo, Tuluá, Palmira, Popayán y Pasto; la distrital de Buenaventura.
- Seccional IV - Bucaramanga

Para las contralorías departamentales de Santander y Cesar; las municipales de Bucaramanga, Barrancabermeja, Floridablanca y Valledupar.
- Seccional V - Barranquilla

Para las contralorías departamentales de Atlántico, Magdalena, Bolívar y la Guajira; las distritales de Barranquilla, Cartagena y Santa Marta; para la municipal de soledad.
- Seccional VI - Neiva

Para las contralorías departamentales de Huila, Tolima, Putumayo y Caquetá; las municipales de Neiva e Ibagué.
- Seccional VII - Armenia

Para las contralorías departamentales de Caldas, Quindío y Risaralda; las municipales de Armenia, Manizales, Pereira y Dosquebradas.
- Seccional VIII - Cúcuta

Para las contralorías departamentales de Norte de Santander, Arauca y Casanare; para la municipal de Cúcuta.
- Seccional IX - Villavicencio

Para las contralorías departamentales del Meta, Guaviare, Guainía, Vichada y Vaupés; para la municipal de Villavicencio.
- Seccional X - Montería

Para las contralorías departamentales de Córdoba y Sucre, y las municipales de Montería y Sincelejo.

## Observatorio de Política Pública del Control Fiscal[7]
El Observatorio de Políticas Públicas de Control Fiscal (OPPCF) es el grupo de investigación creado por la Auditoría General de la República con el fin de explorar mediante metodologías y rigurosidad científica el control fiscal y vigilancia del control fiscal. Dentro de los resultados de investigación se destacan:
- Control fiscal: En el ordenamiento jurídico Colombiano[9]
- Del control previo y perceptivo al posterior y preventivo: estudio de la trayectoria en el control fiscal en Colombia (1991-2019)[10]
- Desarrollo Sostenible y el Desafío del Control Fiscal Ambiental[11]
- Estado, Derecho y Educación[12]
- Estado de la Producción de Control Fiscal y Corrupción en Google Scholar (2010-2019)[13]
- HALLAZGOS FISCALES Y PROCESOS DE RESPONSABILIDAD FISCAL EN COLOMBIA 2012-2017[14]
- Las brechas socioeconómicas y su relación con la corrupción: elementos clave a la hora de formular políticas públicas[15]
- Modelo de Análisis para la Identificación de Riesgos de Contratación en el Ámbito Territorial: Un Análisis de la Contratación Estatal en la Emergencia Sanitaria Debido al Covid19[16]
- Presupuestos para la construcción de políticas públicas de control fiscal[17]
- ¿Quo Vadis América Latina?: Pronósticos políticos y socioeconómicos en tiempos de Covid-19[18]
- Transformaciones y Continuidades en las Instituciones de Control Fiscal.[19]
- Un Flagelo sin Respuesta: Análisis Cienciométrico de la Producción Científica sobre Corrupción Estatal en Scopus (2016-2021) y su Perspectiva desde Colombia[20]
- Una propuesta de análisis espacial para definir la dificultad de sustitución de la coca en parques nacionales naturales de Colombia[21]

## Revista Control Visible[22]
La Auditoría General de República de Colombia financia, edita y publica la Revista Control Visible como un medio de comunicación de investigaciones dirigidas a fortalecer la cultura del autocontrol en el manejo de los recursos públicos, la transparencia, y la formulación de políticas y modelos de organización para la vigilancia del control fiscal y contra la corrupción. En este sentido, se busca promover un diálogo crítico y constructivo con las poblaciones, en ámbitos territoriales, para animar la participación ciudadana en el control social de la gestión pública.
Está dirigida a académicos, funcionarios y tomadores de decisiones, buscando mejorar la calidad de vida a través del fortalecimiento del control fiscal. Dentro de las principales publicaciones se destacan:
- Adhesión del régimen de vigilancia y control fiscal a los principios de gestión y gerencia pública en el marco constitucional colombiano[23]
- Avalúos inmobiliarios: un estudio de caso sobre el sistema Continental frente al Common Law[24]
- Contratación pública: los contratos de prestación de servicios y el principio de la primacía de la realidad[25]
- El Análisis de la gestión fiscal descentralizada de las Gerencias Departamentales Colegiadas, 2015-2021[26]
- El análisis de los contratos estatales en el nivel regional: uA na herramienta de identificación de riesgos de corrupción. La experiencia del Grupo de Investigación y Análisis (GIA) de la Auditoría General de la República de Colombia[27]
- El control automático de legalidad su evolución y desafíos[28]
- El efecto potencial de los informes de auditoría en el ciclo de la política pública[29]
- El Impacto del combate al narcotráfico y el programa de alimentación escolar sobre la asistencia escolar[30]
- El impacto de los medios en la percepción de la corrupción: un análisis basado en el Portal Anticorrupción de Colombia, 2020-2023[31]
- El Nuestro desafío es consolidar el control fiscal[32]
- El orden de los descreídos Un juicio de corrupción a los burócratas[33]
- ¿Es un tribunal de cuentas el cambio real que requiere el control fiscal colombiano?[34]
- El rol de la academia en el control fiscal y la gestión transparente de los recursos públicos[35]
- Herramientas jurídicas contra la colusión en procesos de contratación pública en Colombia. Perspectiva punitiva y fiscal.[36]
- Inteligencia artificial para la participación ciudadana en la planificación urbana de Bogotá: caso del POT [37]
- La Contratación estatal, pobreza, captura del Estado y participación electoral[38]
- La Eficiencia y eficacia en la toma de decisiones para la asignación y ejecución del presupuesto cultural: un desafío para las entidades territoriales en Colombia[39]
- La gestión fiscal como presupuesto sustantivo y procesal de la responsabilidad fiscal[40]
- La Identificación técnica y cuantificación económica del daño ambiental como herramienta efectiva del ejercicio del control fiscal[41]
- La legalidad y la representación del otro. La influencia de las normas sociales en el respeto de las leyes[42]
- La Legitimación para exigir la reparación del daño causado por delitos contra la administración pública en el ordenamiento jurídico colombiano[43]
- La metodología del AuditeCT y su uso en la mejora continua de las contralorías territoriales de Colombia. Necesidades y posibilidades de ajuste[44]
- La necesidad de la cultura y el aseguramiento de la calidad estadística: experiencia de la AGR[45]
- La Pertinencia de la implementación de un Sistema de Control Interno y Administración de Riesgos en las Entidades Públicas. Estudio de Caso del Proyecto de Remodelación de la Refinería de Cartagena (Reficar)[46]
- La SIANCO: reflexiones sobre su fundamentación desde la óptica de la gestión fiscal y la descentralización[47]
- Sobre la transformación del control fiscal[48]
- Las Tecnologías 4.0 en la eficiencia de los recursos del Sistema General de Seguridad Social en Salud[49]
- Los datos a las decisiones: estrategias de control bajo un modelo de gestión por resultados en la defensa jurídica del Estado[50]
- Los mecanismos de control fiscal son eficaces en la lucha contra la corrupción[51]
- No tragarse entero el plan Inspiración y caso de la veeduría al plan de desarrollo de la comuna 6 de Medellín[52]
- ¿Qué hacemos con estos manes? Discurso de jóvenes en Medellín sobre corrupción y democracia[53]
- Revisión y propuesta de unificación de los informes macrofiscales para fortalecer la gestión fiscal territorial[54]
- Una Metodología para el seguimiento y evaluación de las políticas públicas de Medellín[55]
- Trazabilidad del papel de las firmas de auditoría en casos de corrupción en Colombia y su reincidencia durante el período 2009-2024[56]